# Zintuhi
Zintuhi o Zintuḫi fue una diosa hitita, de origen hattita (su nombre significa en idioma hatti, "nieta"), hija de la diosa Mezulla y nieta de la diosa del sol Arinnitti y del dios del clima y la tempestad Tarhun. Forma con su madre y su abuela, la Diosa del sol de Arinna una tríada femenina sagrada que es adorada por sus creyentes. 
Esta diosa, de carácter local, tuvo un papel de intercesora ante las plegarias de los fieles y de la reina Puduhepa, que la menciona con un epíteto poco claro: 'Broche de ropa en su pecho'. Aunque tenía su propio templo en Arinna, no fue adorada separadamentede de su madre.